# Itä-Länsi-sarja 1940/41
Die Itä-Länsi-sarja 1940/41 war die fünfte offizielle Spielzeit der zweithöchsten finnischen Fußballliga. 

## Modus
Aufgrund der Kriegsbedingungen nahmen in dieser Saison nur acht Mannschaften teil. Während des 14. Spieltags wurde wegen des Zweiten Weltkriegs der Wettbewerb abgebrochen. Lediglich drei Spiele wurden nicht mehr ausgetragen. Die Tabelle wurde für endgültig erklärt. Die zwei besten Teams stiegen in die Mestaruussarja auf, die erst 1943/44 ausgetragen wurde.

## Teilnehmer
| Verein               | Stadt       |
| -------------------- | ----------- |
| IF Drott             | Jakobstad   |
| Kuopion PS           | Kuopio      |
| Kuopion Pallotoverit | Kuopio      |
| Porvoon Akilles      | Porvoo      |
| Ylä-Vuoksen PS       | Imatra      |
| TaPa Tampere         | Tampere     |
| Haka Valkeakoski     | Valkeakoski |
| Vasa IFK             | Vaasa       |

## Abschlusstabelle
| Pl. | Verein                   | Sp. | S  | U | N  | Tore    | Quote | Punkte |
| --- | ------------------------ | --- | -- | - | -- | ------- | ----- | ------ |
| 1.  | Vasa IFK                 | 13  | 11 | 2 | 0  | 047:100 | 4,70  | 24:20  |
| 2.  | Kuopion Pallotoverit (A) | 13  | 9  | 3 | 1  | 057:180 | 3,17  | 21:50  |
| 3.  | Kuopion PS               | 14  | 9  | 2 | 3  | 045:210 | 2,14  | 20:80  |
| 4.  | IF Drott                 | 13  | 8  | 1 | 4  | 045:130 | 3,46  | 17:90  |
| 5.  | Porvoon Akilles          | 14  | 6  | 0 | 8  | 040:380 | 1,05  | 12:16  |
| 6.  | TaPa Tampere             | 13  | 2  | 0 | 11 | 015:520 | 0,29  | 04:22  |
| 7.  | Ylä-Vuoksen PS           | 13  | 2  | 0 | 11 | 016:620 | 0,26  | 04:22  |
| 8.  | Haka Valkeakoski         | 13  | 2  | 0 | 11 | 010:610 | 0,16  | 04:22  |

Platzierungskriterien: 1. Punkte – 2. Torquotient
| (A) | Absteiger aus der Mestaruussarja 1939 |